# Gynoplistia elnorae
Gynoplistia elnorae är en tvåvingeart som beskrevs av Alexander 1929. Gynoplistia elnorae ingår i släktet Gynoplistia och familjen småharkrankar. Inga underarter finns listade i Catalogue of Life.